# Lycosa separata
Lycosa separata là một loài nhện trong họ Lycosidae.
Loài này thuộc chi Lycosa. Lycosa separata được Carl Friedrich Roewer miêu tả năm 1960.